# Empire Earth (серия игр)
Импе́рия Земля́ (англ. Empire Earth, EE) — серия компьютерных игр в жанре Стратегия реального времени. События игры показывают историю человечества за 500 000 лет человеческой истории (начиная от доисторической эпохи и заканчивая эпохой будущего). За все существование серии было выпущено три полноценных игры, два дополнения и два ответвления (Empire Earth mobile и Empires: Dawn of the Modern).

## Игры
| Игра                                  | Дата выхода                             | Движок   | Краткое описание |
| ------------------------------------- | --------------------------------------- | -------- | --- |
| Empire Earth                          | 5 ноября 2001 года                      | Titan    | Первая игра серии, события кампаний следующих игр никак не связаны с событиями кампаний данной игры.                                                                  |
| Empire Earth: The Art of Conquest     | 17 сентября 2002 и в 2003 году в Японии | Titan    | Дополнение к первой части. Включает в себя три новых кампании (Римскую — за Рим; Тихоокеанскую — за США; и Азиатскую — за Объединенную Федерацию Азиатских Республик) |
| Empire Earth II                       | 26 апреля 2005 года                     | Gamebryo | Вторая игра серии созданная в жанре стратегии в реальном времени (RTS).                                                                                               |
| Empire Earth Mobile                   | 21 октября 2005 года                    | Java ME  | Мобильная игра серии, имеет сильное отличие от компьютерных игр серии. Всего четыре эпохи и отсутствием работников. Игра сменила свой жанр на пошаговую стратегию.    |
| Empire Earth II: The Art of Supremacy | 14 февраля 2006 год                     | Gamebryo | Дополнение для второй части игры в котором добавлены: русские, масаи и египтяне и кампании за эти народы.                                                             |
| Empire Earth III                      | 6 ноября 2007 года                      | Gamebryo | Провальная часть серии. В игре появилась глобальная карта как в сериях игр Civilization или Total War. В отличие от других игр серии, в кампании отсутствует сюжет.   |